# Губин, Георгий Иннокентьевич
Гео́ргий Инноке́нтьевич Гу́бин (родился 30 апреля 1946 года) — ведущий специалист службы спортивной медицины и лечебной физкультуры Иркутской области, мастер спорта СССР, доктор медицинских наук (1999), профессор кафедры общественного здоровья и здравоохранения Иркутского государственного медицинского университета, действительный член РАЕН, заслуженный врач Российской Федерации.

## Биография
После окончания в 1970 г. Иркутского государственного медицинского института 6 лет работал врачом по спортивной медицине в Иркутском областном врачебно-физкультурном диспансере. Видными учеными в области спортивной медицины был отмечен его глубокий профессионализм, стремление к исследованиям, неуемное желание к освоению и внедрению в жизнь всего нового, что послужило основанием для назначения молодого перспективного врача руководителем комплексной научной группы сборной команды СССР по хоккею с мячом. Результатом данной деятельности стала успешная защита первой в истории этого вида спорта кандидатской диссертации на тему «Методика врачебного контроля в системе подготовки хоккеистов высшей квалификации».
С 1976 по 1979 гг. заведовал кафедрой физвоспитания, врачебного контроля и ЛФК Иркутского государственного медицинского института, а затем до 1987 г. — кафедрой спортивной медицины и лечебной физкультуры Иркутского государственного института усовершенствования врачей. В это время им активно создавалась региональная школа специалистов по спортивной медицине и ЛФК, получившая заслуженное признание в стране.
В 1987 г. энергичный и целеустремленный ученый возглавил Иркутский областной врачебно-физкультурный диспансер, решая в сложных экономических условиях того времени задачи реформирования и одновременно развития службы спортивной медицины и ЛФК в Иркутской области. Высокие организаторские способности, глубокое познание развивающихся тенденций в здравоохранении способствовали его росту до Генерального директора медицинской страховой компании «МеталлургМедСтрах» (1993—1996), а затем и до председателя Комитета здравоохранения Администрации Иркутской области (1997—1998).
Напряжённая работа в руководящей должности высокого государственного уровня требовала формирования и реализации принципиально новых подходов к управлению здравоохранением региона. Так, был подготовлен проект «Закона о здравоохранении Иркутской области» и «Концепция стабилизации и реформирования здравоохранения Иркутской области», научное обоснование организации межрайонных лечебно-диагностических объединений, способствующих повышению доступности высококвалифицированной медицинской помощи для сельских жителей. Под его руководством разработана первая в истории здравоохранения Иркутской области «Программа государственных гарантий по обеспечению населения Иркутской области медицинской помощью». Этот актуальный для региона документ является матрицей, которая теперь ежегодно адаптируется Главным управлением здравоохранения с учетом текущих изменений в нормативно-правовой базе. Уже тогда на основании доклада Г. И. Губина при парламентских слушаниях в Государственной Думе РФ в проект закона «О здравоохранении РФ» была включена специальная статья, регламентирующая экономические взаимоотношения органов управления здравоохранением между Иркутской областью и Усть-Ордынским Бурятским автономным округом, а Правительством РФ принято постановление о выделении специальных трансфертов для расчетов между субъектами РФ за пролеченных больных в учреждениях здравоохранения областного подчинения.
Решение вышеуказанных проблем в последующем нашли своё отражение в докторской диссертации «Научно-организационное и правовое обеспечение функционирования системы здравоохранения субъектов Федерации», которая была защищена в 1999 г. в ЦНИИ социальной гигиены, экономики и управления здравоохранением.
С 1998 г. по настоящее время Г. И. Губин вновь главный врач Иркутского областного врачебно-физкультурного диспансера. Организаторская и лечебная работа гармонично сочетается с преподавательской деятельностью в качестве профессора на кафедре общественного здоровья и здравоохранения ИГМУ. Постоянное стремление к профессиональному совершенствованию привели его в Байкальский государственный университет экономики и права, где он получил второе высшее образование по специальности «Государственное и муниципальное управление».
В настоящее время Г. И. Губин — член медицинского Совета при Губернаторе Иркутской области, Совета по физической культуре Администрации Иркутской области, Совета главных врачей врачебно-физкультурной службы РФ, президиума Российской Ассоциации специалистов по реабилитации больных и инвалидов, коллегии Департамента здравоохранения и Комитета по физической культуре и спорту Иркутской области, вице-президент Федерации спортивной медицины РФ, главный внештатный специалист-эксперт Департамента здравоохранения Иркутской области по спортивной медицине и ЛФК.
Как учёный, Георгий Иннокентьевич, автор 196 печатных трудов, в том числе, 8 монографий, посвящённых проблемам спортивной медицины, организации и реформирования здравоохранения. По его инициативе и при активном участии эффективно решаются вопросы улучшения показателей здоровья населения региона, демографического состояния области, совершенствования медико-социальной помощи гражданам Приангарья. В практику здравоохранения Иркутской области внедрены разработанные в диспансере уникальные системы оздоровления часто и длительно болеющих детей, лиц пожилого возраста, обладающие высоким клинико-экономическим эффектом, опыт реализации которых вошёл в федеральные, областные и муниципальные программы. Решена актуальная для Иркутской области проблема качественной специализированной последипломной подготовки специалистов среднего медицинского звена по ЛФК и массажу, что позволило резко увеличить объём услуг по физической реабилитации в ЛПУ области, отразившийся на снижении показателя первичного выхода на инвалидность.

## Награды и звания
За успехи в профессиональной деятельности Г. И. Губин трижды отмечался благодарностями Министра здравоохранения СССР и РФ, награждён знаком «Отличник здравоохранения», за многолетний и добросовестный труд в системе здравоохранения Иркутской области в 1995 г. отмечен Благодарностью губернатора Иркутской области, в 1996 г. награждён Почётной грамотой губернатора Иркутской области, в 1997 г. ему присвоено звание «Заслуженный врач Российской Федерации».